# Thalictrum smithii
Thalictrum smithii är en ranunkelväxtart som beskrevs av Joseph Robert Bernard Boivin. Thalictrum smithii ingår i släktet rutor, och familjen ranunkelväxter. Inga underarter finns listade i Catalogue of Life.